# (8047) Akikinoshita
(8047) Akikinoshita est un astéroïde de la ceinture principale.

## Description
(8047) Akikinoshita est un astéroïde de la ceinture principale. Il fut découvert le 31 janvier 1995 à Ōizumi par Takao Kobayashi. Il présente une orbite caractérisée par un demi-grand axe de 2,37 UA, une excentricité de 0,17 et une inclinaison de 3,6° par rapport à l'écliptique.

## Compléments